# بونفيم دو بياوي
بونفيم دو بياوي بلدية في ولاية بياوي في المنطقة الشمالية الشرقية من البرازيل.